# Bulbophyllum pulchrum
Bulbophyllum pulchrum là một loài phong lan thuộc chi Bulbophyllum.